# Ектор Акунья
Ектор Фабіан Акунья Масіель (ісп. Héctor Fabián Acuña Maciel; нар. 27 жовтня 1981, Монтевідео, Уругвай) — уругвайський футболіст, нападник.

## Життєпис
Народився в Барро Вілла-дель-Серро,до 14 років проживав у Серро-Норте до 14 років, протягом 7 років виступав за дитячий клуб «Серромар».
Дорослу футбольну кар'єру розпочав 2000 року в «Рампла Хуніорс», за який виступав до завершення Клаусури 2002. У вище вказаному році в Клаусурі Другого дивізіону відзначився 10-ма голами в 27-ми матчах. Потім перебрався до представника Сегунда Дивізіону «Рентістас». У сезоні 2003 року зіграв 24 матчі, в яких відзначився 4-ма голами та піднявся разом із командою до Прімери. Наступного сезону першого дивізіону в 2004 році також виступав за столичний клуб. У цьому першому дивізіоні зіграв 30 матчів та відзначився шістьма голами. У 2005 році виступав у Чилі за «Сантьяго Морнінг». Шістьма забитими забитими м'ячами допоміг команду вийти до Прімери Б. Серед його товаришів по команді був й Естебан Паредес, найкращий бомбардир того сезону. Потім повернувся в «Рентістас». У сезоні 2005/06 років виступав у 15 матчах чемпіонату (7 голів). У першого дивізіону сезону 2006/07 років зіграв 30 матчів першого дивізіону та відзначився 6-ма голами. У 2007 році переїхав до ірландського клубу «Шелбурн».
В Апертурі 2008, Клаусурі 2009 та Апертурі 2009 провів 36 матчів за мексиканський клуб «Дорадос де Сіналоа». Інші джерела вказують, що він провів 40 матчів у сезонах 2008/09 та 2009/10 років. Також відзначився 7-ма голами. У Клаусурі 2010 повернувся до «Ліверпуля» (Монтевідео), де зіграв 14 матчів та відзначився 2-ма голами. Після 14 зіграних матчів (за іншими даними — 13) та два матчі в Апертурі 2010 за «Мірамар Місьйонес», після чого перейшов до представника першого дивізіону «Расінг» (Монтевідео), де грав у Клаусурі 2011. Зіграв 10 матчів у чемпіонаті, в яких відзначився 1 голом. Наприкінці липня 2011 року приєднався до гондурасського клубу «Марафон», за який відзначився двома голами в 10-ти матчах, але в 2012 році повернувся до Уругваю, де його наступним клубом став «Серріто». У новій команді відзначився 4-ма голами в 7-ми матчах. У 2012 році перебрався до «Ель-Танке Сіслей» і знову відзначився результативністю, відзначився 11-ма голами в 15-ти матчах у чемпіонату. Наступного року переїхав до Аргентини в «Хімнасію й Есгріму», але зіграв лише 4 поєдинки в аргентинському чемпіонаті. У сезоні 2013/14 років перейшов у клуб «Серро». У вище вказаному сезоні зіграв 25 матчів у Прімера Дивізіоні до кінця Клаусури 2014 й відзначився 20-ма голами. Завдяки такій результативності став не лише найкращим бомбардиром команди, а й відзначився майже половиною із загальної кількості забитих 44 м'ячів. Також став найкращим бомбардиром сезону.
У травні 2014 року колумбійський клуб «Депортес Толіма» оголосив про підписання уругвайця Акунью, з яким виграв національний кубок того ж року. Там він зіграв у 33 матчів (5 голів) Примери А та 16 поєдинків (5 голів) у кубку Колумбії. Напаередодні старту Апертури 2015 року приєднався до клубу Першого дивізіону чемпіонату Уругваю «Дефенсор Спортінг». Потім виступав за «Дефенсор Спортінг», «Серро» та «Рентістас». Футбольну кар'єру завершив 2020 року в складі «Мірамар Місьйонес», який виступав в аматорському чемпіонаті Уругваю.

## Досягнення
«Сантьяго Морнінг»
- Прімера Б Чилі
  -  Чемпіон (1): 2005

«Депортес Толіма»
- Кубок Колумбії
  -  Володар (1): 2014